# Иувал
Иувал (др.-евр. יובל‬; евр. Юбал) — в Пятикнижии сын потомка Каина, Ламеха, и его жены Ады.
Прославился изобретением музыкальных инструментов — гуслей и свирели и стал «отцом всех играющих» на них. Изобретение Иувала представляло простейшую форму струнного инструмента, названного у евреев киннором. (Быт. 4:21).
В Книге Бытия написано (Быт. 4:19—22):

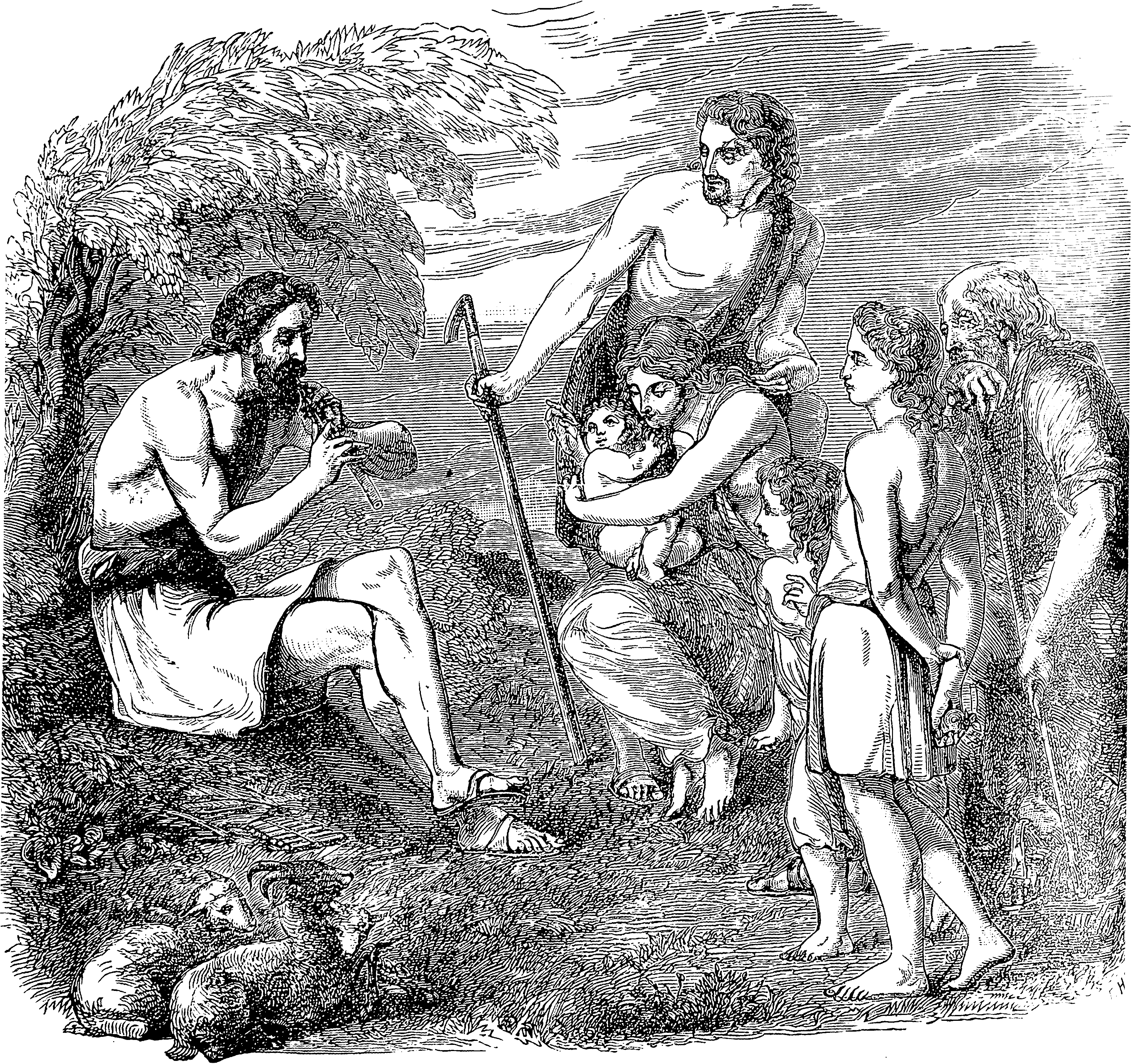
Иувал в иллюстрированной библейской энциклопедии архимандрита Никифора (1891)

И взял себе Ламех две жены: имя одной: Ада, и имя второй: Цилла [Селла].
Ада родила Иавала: он был отец живущих в шатрах со стадами.
Имя брату его Иувал: он был отец всех играющих на гуслях и свирели.
Цилла также родила Тубал-Каина [Фовела], который был ковачом всех орудий из меди и железа. И сестра Тубал-Каина Ноема.

Все три брата представляют человеческие изобретения: кузнечное дело, скотоводство и музыку.

## Варианты написания имени
Помимо написания Иувал встречаются написания:
- Ювал[5] или Юваль[6]; Юбал; Йубал[7]; Иовал[8].